# Atletiek op de Olympische Zomerspelen 2012 – Polsstokhoogspringen mannen
Het polsstokhoogspringen voor mannen op de Olympische Zomerspelen 2012 in Londen vond plaats op 8 augustus, kwalificaties, en 10 augustus 2012, finale. Regerend olympisch kampioen was Steven Hooker uit Australië.

## Records
Voorafgaand aan het toernooi waren dit het wereldrecord en het olympisch record.
| Wereldrecord     | Sergej Boebka | 6,14 m | Sestriere | 31 juli 1994     |
| Olympisch record | Steven Hooker | 5,96 m | Peking    | 22 augustus 2008 |

## Uitslagen
Een springer was direct gekwalificeerd bij een sprong hoger dan 5 meter en 70 centimeter. Anders moest een springer bij de beste twaalf van de kwalificatie eindigen om naar de finale door te dringen.

### Kwalificatie
| Rang | Groep | Naam                   | Land | 5,20 | 5,35 | 5,50 | 5,60 | 5,65 | Resultaat |
| ---- | ----- | ---------------------- | ---- | ---- | ---- | ---- | ---- | ---- | --------- |
| 1    | B     | Raphael Holzdeppe      | GER  | –    | –    | –    | xo   | o    | 5,65      |
| 1    | B     | Renaud Lavillenie      | FRA  | –    | –    | xo   | -    | o    | 5,65      |
| 3    | A     | Konstadinos Filippidis | GRE  | –    | o    | o    | o    | -    | 5,60      |
| 4    | A     | Jevgeni Loekjanenko    | RUS  | –    | –    | xxo  | o    | -    | 5,60      |
| 4    | A     | Romain Mesnil          | FRA  | –    | xo   | o    | xo   | -    | 5,60      |
| 4    | B     | Brad Walker            | USA  | –    | –    | xxo  | o    | -    | 5,60      |
| 7    | B     | Dmitry Starodubtsev    | RUS  | –    | xo   | xo   | xo   | -    | 5,60      |
| 8    | A     | Łukasz Michalski       | POL  | –    | xo   | xxo  | xo   | -    | 5,60      |
| 9    | B     | Igor Bychkov           | ESP  | o    | -    | o    | xx-  | x    | 5,50      |
| 9    | A     | Steve Hooker           | AUS  | –    | -    | o    | -    | -    | 5,50      |
| 9    | B     | Jan Kudlička           | CZE  | –    | o    | o    | -    | -    | 5,50      |
| 9    | A     | Steven Lewis           | GBR  | –    | –    | o    | -    | -    | 5,50      |
| 9    | A     | Malte Mohr             | GER  | -    | -    | o    | -    | -    | 5,50      |
| 9    | A     | Björn Otto             | GER  | –    | –    | o    | -    | -    | 5,50      |
| 15   | A     | Jeremy Scott           | USA  | –    | o    | xo   | xxx  |      | 5,50      |
| 16   | B     | Lázaro Borges          | CUB  | –    | xxo  | xo   | xxx  |      | 5,50      |
| 16   | B     | Sergey Kucheryanu      | RUS  | –    | xxo  | xo   | xxx  |      | 5,50      |
| 18   | B     | Nikita Filippov        | KAZ  | o    | o    | xxx  |      |      | 5,35      |
| 18   | A     | Maksym Mazuryk         | UKR  | -    | o    | xxx  |      |      | 5,35      |
| 20   | A     | Ivan Horvat            | CRO  | o    | xo   | xxx  |      |      | 5,35      |
| 20   | B     | Yang Yansheng          | CHN  | -    | xo   | xxx  |      |      | 5,35      |
| 22   | B     | Mareks Ārents          | LAT  | xo   | xo   | xxx  |      |      | 5,35      |
| 23   | B     | Stanislau Tsivonchyk   | BLR  | xo   | xxx  |      |      |      | 5,20      |
| 24   | A     | Edi Maia               | POR  | xxo  | xxx  |      |      |      | 5,20      |
|      | B     | Jere Bergius           | FIN  | -    | xxx  |      |      |      |           |
|      | A     | Fábio Gomes da Silva   | BRA  | –    | –    | xxx  |      |      |           |
|      | B     | Alhaji Jeng            | SWE  | -    | xxx  |      |      |      |           |
|      | A     | Kim Yoo-Suk            | KOR  | xxx  |      |      |      |      |           |
|      | B     | Derek Miles            | USA  | xxx  |      |      |      |      |           |
|      | B     | Paweł Wojciechowski    | POL  | -    | xxx  |      |      |      |           |
|      | A     | Seito Yamamoto         | JPN  | -    | xxx  |      |      |      |           |
|      | B     | Denys Yurchenko        | UKR  | -    | xxx  |      |      |      |           |

### Finale
| Rang   | Naam                   | Land             | 5,50 | 5,65 | 5,75 | 5,85 | 5,91 | 5,97 | 6,02 | 6,07 | Resultaat |
| ------ | ---------------------- | ---------------- | ---- | ---- | ---- | ---- | ---- | ---- | ---- | ---- | --------- |
| Goud   | Renaud Lavillenie      | Frankrijk        | –    | o    | o    | o    | x-   | xo   | x-   | xx   | 5,97      |
| Zilver | Björn Otto             | Duitsland        | o    | o    | xo   | xo   | o    | xx-  | x    |      | 5,91      |
| Brons  | Raphael Holzdeppe      | Duitsland        | –    | xo   | xo   | xxo  | o    | xxx  |      |      | 5,91      |
| 4      | Dmitry Starodoebtsev   | Rusland          | o    | xo   | o    | xxx  |      |      |      |      | 5,75      |
| 5      | Steven Lewis           | Groot-Brittannië | xo   | –    | xo   | xxx  |      |      |      |      | 5,75      |
| 5      | Jevgeni Loekjanenko    | Rusland          | xo   | –    | xo   | xxx  |      |      |      |      | 5,75      |
| 7      | Konstadinos Filippidis | Griekenland      | o    | xo   | xxx  |      |      |      |      |      | 5,65      |
| 8      | Jan Kudlička           | Tsjechië         | o    | xxo  | xxx  |      |      |      |      |      | 5,65      |
| 9      | Malte Mohr             | Duitsland        | o    | –    | xxx  |      |      |      |      |      | 5,50      |
| 10     | Romain Mesnil          | Frankrijk        | o    | xxx  |      |      |      |      |      |      | 5,50      |
| 11     | Łukasz Michalski       | Polen            | xo   | xxx  |      |      |      |      |      |      | 5,50      |
| 12     | Igor Bychkov           | Spanje           | xxo  | xxx  |      |      |      |      |      |      | 5,50      |
| –      | Brad Walker            | Verenigde Staten | –    | xxx  |      |      |      |      |      |      |           |
| –      | Steve Hooker           | Australië        | –    | xxx  |      |      |      |      |      |      |           |